# Custom
Custom is een motorfietsclassificatie. Een custom was oorspronkelijk een motor, die aan de persoonlijke smaak van de koper, de customer is aangepast. Een custom zou dus ook een café-racer kunnen zijn. Tegenwoordig lijken customs in het algemeen op choppers, waardoor de namen door elkaar worden gebruikt. De Triumph X 75 Hurricane, gebouwd door Craig Vetter op basis van de Triumph T 150 V Trident met een motorblok van de BSA A 75 Rocket 3 kan als de eerste custom worden beschouwd. Omdat deze af fabriek als custom geleverd werd is het een factory custom.
Vooral in de Verenigde Staten worden customs naar de persoonlijke smaak van de koper gebouwd. Het bekendste voorbeeld hiervan zijn de customs van Orange County Choppers. Voor dergelijke customs worden vrijwel uitsluitend V-twin-inbouwmotoren gebruikt, waarin diverse fabrikanten, bijvoorbeeld S&S, zijn gespecialiseerd. 
Customs worden in klassen ingedeeld: Toermotorfietsen: Light Customs, Power Cruisers, Serious Customs en Soft Customs en Originals.
Customs en ook choppers zijn in de motorrijderswereld enigszins omstreden. Berijders van andere typen motoren zien ze niet altijd als volwaardige motorfietsen, getuige de grote lijst spotnamen die er voor bestaat met Bellenblazer, Boulevardcruiser, Gynaecologenstoel, Herafstapper, Klapstoel, Leunstoel, Ligfiets en Slow motion.